# シャグラン・ダムール
シャグラン・ダムール (Chagrin d’amour) は、1980年にフランス人グレゴリ・ケン  (Grégory Ken) とアメリカ人ヴァリ (Valli) によって結成された、フランスのフレンチ・ポップ・デュオ。フレンチ・ヒップホップ (French hip hop) の最初のアルバムを録音したとされることが多い。1982年に発表したアルバム『Chacun fait (c'qui lui plaît)』は、明らかにヒップホップ・ミュージックの影響を受けた、全編フランス語による曲ばかりを収録していた。このアルバムはたちまちヒットし、フランス国内で300万枚以上を売り上げた。シャグラン・ダムールの曲は、シンプルなライムとラップのテクニックによるものであり、多数のアマチュア音楽家たちにヒップホップへの関心を呼び起こした。
グループ名はフランス語であるが、直訳すれば「愛の悲しみ」あるいは「恋煩い」といった意味である。

## ディスコグラフィ

### シングル
- フレンチ・ナイト (Chacun fait (c'qui lui plaît)) / Chacun fait (dub) - 1981年
- Bonjour (v'là les nouvelles) / Au paradis - 1982年
- Monte-Carlo / la reine du sexe (instrumental)
- Papa Scratch / C'est l'été yéyé - 1984年

### アルバム
- Chagrin d'amour
- Mon bob et moi

## 「フレンチ・ナイト」
アルバム『Chacun fait (c'qui lui plaît)』のタイトル曲「フレンチ・ナイト (Chacun fait (c'qui lui plaît))」は日本を含む各国でシングルが発売され、後に様々な反響を残した。
- 「フレンチ・ナイト」は、イタリアの歌手ピノ・ダンジェロ (Pino D'Angiò) によって、「Una notte maledetta」（1983年）としてカバーされた。
- 「フレンチ・ナイト」は、フランスのラッパー、ヤニック (Yannick) の「Vas-y fais, c'qu'il te plaît」（2000年）のリフレインに流用された。
- 同曲はまた、フランスの音楽演芸グループ、レ・シャルロ (Les Charlots) によって「Chagrin d'labour」と題したパロディ（1982年）のネタにされた。